# 俄罗斯国立地质勘探大学
俄罗斯国立地质勘探大学（俄语：Российский государственный геологоразведочный университет，简写РГГРУ (旧称 МГРИ, МГГА и МГГРУ)）是俄罗斯第一所专攻地质勘探学科的高等学府。МГРИ-РГГРУ 为地质与矿采工业各个领域培养工程人员——地质师、钻井工程师、地球物理学家、大地测绘工程师及经济学专家。
学校创建于1930年4月17日，曾用名谢尔盖·奥尔仲尼奇泽地质勘探大学、莫斯科地质勘探学院。
在该校任教有209名教授及副教授，6个系4700多名学生。六大系为--地质勘探系、地球物理系、地质水文系、矿藏开发的经济与法律保障系、勘探与开发技术系、生态系。学习周期4至7年不等，授课类型--日制、夜班、函授；亦开设博士教学。
2009年六月俄地大进入全俄前70名科研院所之列。地大毕业生中有苏联地质部部长П. Я. 安特拉波夫 和Е. А. 科兹洛夫斯基、苏联科学院副院长А. Л. 杨、俄联邦政府第一任副总理В. А. 古斯托夫、俄罗斯自然科学院院长О. Л. 库兹涅锉夫。